# Mislav Gleich
Mislav Gleich (Zagreb, 1997.) hrvatski je pisac.

## Biografija
Gleich je rođen 1997. godine u Zagrebu. Odmalena je pisao priče, svirao gitaru i bavio se filmom. Kao mali je nakratko pohađao vjerski vrtić. 2016. godine maturirao je u Gimnaziji Lucijana Vranjanina, a 2019. godine završio preddiplomski studij anglistike i komparativne književnosti na Filozofskom fakultetu u Zagrebu. Godine 2018., Gleich u Novoj knjizi Rast istovremeno objavljuje dva romana: postmodernistički roman o ludilu Nikolay Vasilevsky, te horor Samostan Craven Hill. Na promociji spomenutih romana, održanoj u lipnju 2018. u književnom klubu Booksi, govorio je književni teoretičar i autor Tin Lemac. Iduće godine na internet portalu Akademija Art objavljena je Gleichova pripovijetka "Bizarna smrt časne Antonije".
U svibnju 2021. naklada Despot infinitus objavljuje Beskrajno ljeto: smaknuće Brandona Brycea, Gleichovu žanrovski polivalentnu knjigu napisanu u 1. licu u kojoj je naglasak stavljen na introspekciji glavnog lika. Promocija Beskrajnog ljeta održana je u listopadu iste godine u Knjižnici Bogdana Ogrizovića u Zagrebu, gdje je Lemac ponovno bio jedan od govornika. U veljači 2022. godine Gleich je diplomirao anglistiku obranivši rad "Charles Dickens's A Tale of Two Cities and Christopher Nolan's The Dark Knight Rises: A Comparison". U travnju iste godine, također u nakladi Despot infinitus, objavljen je njegov četvrti roman, ovoga puta crnohumorni, naslovljen Velika nevolja oca Dickersona: priča iz Colorada.
U svibnju 2024., učenici privatne zagrebačke gimnazije Epohe u obliku "kamišibaj" kazališta dramski su izveli Gleichovu pripovijetku "Bizarna smrt časne Antonije".
Član je Društva hrvatskih književnika.

## Utjecaji i stil
Gleich piše pod utjecajem i klasične i moderne književnosti. Neki od glavnih utjecaja su mu Charles Dickens, Mark Twain, Victor Hugo, J. K. Rowling, Stephen King, Umberto Eco i Edgar Allan Poe. Za roman Velika nevolja oca Dickersona crpio je inspiraciju i iz crnohumornih filmova braće Coen i Guya Ritchieja. Urednica i novinarka Sandra Pocrnić Mlakar navela je da su "brzi tempo, ironija, puno akcije, funkcionalni dijalozi, ali i osobni rast likova" neke od značajki njegovog stila. Jedan od njegovih utjecaja također je i strip Alan Ford. U njegovim pričama često se pojavljuje i motiv smrti.

## Djela

### Knjige
- Nikolay Vasilevsky (Nova knjiga Rast, 2018.)
- Samostan Craven Hill (Nova knjiga Rast, 2018.)
- Beskrajno ljeto (Despot infinitus, 2021.)
- Velika nevolja oca Dickersona (Despot infinitus, 2022.)
- Pentalogija tragedija (Despot infinitus, 2024.)

### Kratke priče
- "Ada" (2024.)